# Rhyncophoromyia umbrosa
Rhyncophoromyia umbrosa är en tvåvingeart som beskrevs av Borgmeier 1959. Rhyncophoromyia umbrosa ingår i släktet Rhyncophoromyia och familjen puckelflugor. Inga underarter finns listade i Catalogue of Life.